# Báblúta
Báblúta (arabul: بابلوطة, tudományos átiratban Bāblūṭa, nemzetközi változatokban Bablouta, Bablutah) falu Bánijász kerületben, Tartúsz kormányzóságban, Szíriában. Tengerszint feletti magassága 120 méter.